# 荷 (物理)
物理學中，荷（英語：Charge）可指不同的量值，例如電磁學中的電荷，或是量子色動力學中的色荷。荷对应于对称群中时不变的生成集，具体来说，对应于与哈密顿算符可交换的生成子。通常使用字母Q来表示荷，因此荷的不变性对应于湮灭交换子{\displaystyle [Q,H]=0}，其中H为哈密顿算符。因此，荷與守恒的量子数有關；这些量子数即为生成子Q的本征值q。

## 抽象定义
抽象地说，荷是一个我们所研究的物理系统的连续对称性的任何生成元。当一个物理系统具有某种对称性时，诺特定理暗示了一个守恒流的存在性。在这个流中"流动"的物质即为"荷"，荷是（局部）对称群的生成元。这个荷有时候也被称为诺特荷。
因此，比如说，电荷是电磁学的U(1)对称性的生成元。它的守恒流为电流。

## 例子
粒子物理中引入了许多作为量子数的“荷”，其中包括标准模型中的“荷”：
- 各种夸克的色荷，负责生成量子色动力学中SU(3)的色对称。
- 电弱相互作用的弱同位旋量子数，负责生成弱电SU(2) × U(1)对称中SU(2)的部分。弱同位旋是一种局部对称，其规范玻色子是W和Z玻色子。
- 电磁相互作用的电荷。